# Ołeksandr Zubkow
Ołeksandr Wałerijowycz Zubkow, ukr. Олександр Валерійович Зубков (ur. 3 sierpnia 1996 w Makiejewce) – ukraiński piłkarz, grający na pozycji pomocnika.

## Kariera piłkarska

### Kariera klubowa
Wychowanek klubów Olimpik Donieck i Szachtar Donieck, barwy których bronił w juniorskich mistrzostwach Ukrainy (DJuFL). 24 lipca 2013 roku rozpoczął karierę piłkarską w juniorskiej drużynie Szachtar U-19, potem grał w młodzieżowej drużynie. 15 maja 2016 debiutował w podstawowym składzie Szachtara w meczu Premier-lihi. 31 sierpnia 2018 został wypożyczony do FK Mariupol. 31 maja 2019 został piłkarzem Ferencvárosi TC.

### Kariera reprezentacyjna
W latach 2013–2015 występował w juniorskiej reprezentacji Ukrainy U-19. Potem bronił barw młodzieżówki.

## Sukcesy i odznaczenia

### Sukcesy klubowe
Szachtar Donieck
- mistrz Ukrainy: 2016/17
- zdobywca Pucharu Ukrainy: 2016/17